# Mistrzostwa świata w sepak takraw
Mistrzostwa świata w sepak takraw (ang. ISTAF World Cup) – międzynarodowy turniej sepak takraw organizowany przez Międzynarodową Federację Sepak Takraw (ISTAF) dla męskich i żeńskich reprezentacji narodowych. Pierwsze mistrzostwa wystartowały w 2011 roku w malezyjskim Kuala Lumpur i uczestniczyły w nim 23 męskich i 13 żeńskich drużyn. Rozgrywki odbywają się regularnie co cztery lata. W 2015 zaplanowano kolejną edycję, którą jednak została przełożona z powodu Igrzysk Azji Południowo-Wschodniej. Dopiero w 2017 w indyjskim Hajdarabad odbyła się druga edycja. Najwięcej tytułów mistrzowskich zdobyła męska oraz żeńska reprezentacja Tajlandii.

## Mężczyźni

### Wyniki
| Rok                                        | Organizator            | T |           | Finał     | Finał     | Finał        |              | Półfinaliści | Półfinaliści |  | Uwagi     |
| Rok                                        | Organizator            | T | Zwycięzca | Wynik     | Finalista | Półfinalista | Półfinalista |              |              |  | Uwagi     |
| Mistrzostwa świata w sepak takraw mężczyzn |                        |   |           |           |           |              |              |              |              |  |           |
| 2011                                       | Kuala Lumpur (Malezja) | 1 |           | Tajlandia | 3-0       | Malezja      |              | Singapur     | Mjanma       |  | 23 drużyn |
| 2017                                       | Hajdarabad (Indie)     | 2 |           | Tajlandia | 2-0       | Malezja      |              | Singapur     | Indie        |  | 20 drużyn |
| 2021                                       |                        |   |           |           |           |              |              |              |              |  | ? drużyn  |

### Klasyfikacja medalowa
W dotychczasowej historii Mistrzostw świata na podium oficjalnie stawało w sumie 5 drużyn. Liderem klasyfikacji jest Tajlandia, która zdobyła złote medale mistrzostw 2 razy.
Stan na grudzień 2018.
| Lp. | Reprezentacja | Miejsca na podium | Miejsca na podium | Miejsca na podium | Zwycięskie sezony |   |   |            |
| --- | ------------- | ----------------- | ----------------- | ----------------- | ----------------- | - | - | ---------- |
| Lp. | Reprezentacja | 1.                | Tajlandia         | 2                 | Zwycięskie sezony | 0 | 0 | 2011, 2017 |
| 2.  | Malezja       | 0                 | 2                 | 0                 |                   |   |   |            |
| 3.  | Singapur      | 0                 | 0                 | 2                 |                   |   |   |            |
| 4.  | Mjanma        | 0                 | 0                 | 1                 |                   |   |   |            |
| 4.  | Indie         | 0                 | 0                 | 1                 |                   |   |   |            |

## Kobiety

### Wyniki
| Rok                                      | Organizator            | T |           | Finał     | Finał     | Finał        |              | Półfinaliści | Półfinaliści |  | Uwagi     |
| Rok                                      | Organizator            | T | Zwycięzca | Wynik     | Finalista | Półfinalista | Półfinalista |              |              |  | Uwagi     |
| Mistrzostwa świata w sepak takraw kobiet |                        |   |           |           |           |              |              |              |              |  |           |
| 2011                                     | Kuala Lumpur (Malezja) | 1 |           | Tajlandia | 3-0       | Wietnam      |              | Malezja      | Chiny        |  | 13 drużyn |
| 2017                                     | Hajdarabad (Indie)     | 1 |           | Tajlandia | 2-0       | Wietnam      |              | Malezja      | Iran         |  | 12 drużyn |
| 2021                                     |                        |   |           |           |           |              |              |              |              |  | ? drużyn  |

### Klasyfikacja medalowa
W dotychczasowej historii Mistrzostw świata na podium oficjalnie stawało w sumie 5 drużyny. Liderem klasyfikacji jest Tajlandia, która zdobyła złote medale mistrzostw 2 razy.
Stan na grudzień 2018.
| Lp. | Reprezentacja | Miejsca na podium | Miejsca na podium | Miejsca na podium | Zwycięskie sezony |   |   |            |
| --- | ------------- | ----------------- | ----------------- | ----------------- | ----------------- | - | - | ---------- |
| Lp. | Reprezentacja | 1.                | Tajlandia         | 2                 | Zwycięskie sezony | 0 | 0 | 2011, 2017 |
| 2.  | Wietnam       | 0                 | 2                 | 0                 |                   |   |   |            |
| 3.  | Malezja       | 0                 | 0                 | 2                 |                   |   |   |            |
| 4.  | Chiny         | 0                 | 0                 | 1                 |                   |   |   |            |
| 4.  | Iran          | 0                 | 0                 | 1                 |                   |   |   |            |